# Moteur Kent
Le moteur Kent est un moteur thermique automobile à combustion interne, essence quatre temps, avec 4 cylindres en ligne alésés directement dans le bloc en fonte, culasse en fonte, refroidi par eau, avec arbre à cames latéral (avec culbuteurs et tiges de culbuteurs), commandé par une chaîne de distribution, 8 soupapes en tête, développé et produit par Ford Europe à la fin des années 1950.

## Histoire
Originellement, ce moteur à 4 cylindres en ligne et 8 soupapes en tête OHV (acronyme de « Over Head Valve », et francisé en « soupapes en tête » car ces dernières se situent au dessus de la tête de piston par opposition au moteur à soupapes latérales de génération précédente), a été développé par Ford en 1959 pour équiper le modèle Anglia. La première version était un 1 000 cm3 (997 exactement) avec un alésage de 81 mm et une course de 48 mm. En faisant varier cette course, Ford développa plusieurs cylindrées, ce qui permit d'installer ce moteur sur des automobiles plus lourdes telles que les modèles Cortina, Prefect, Consul, Corsair, Consul-Capri, etc. Il s'agissait alors de la version Pre-Crossflow, l'admission et l'échappement se faisant du même côté.

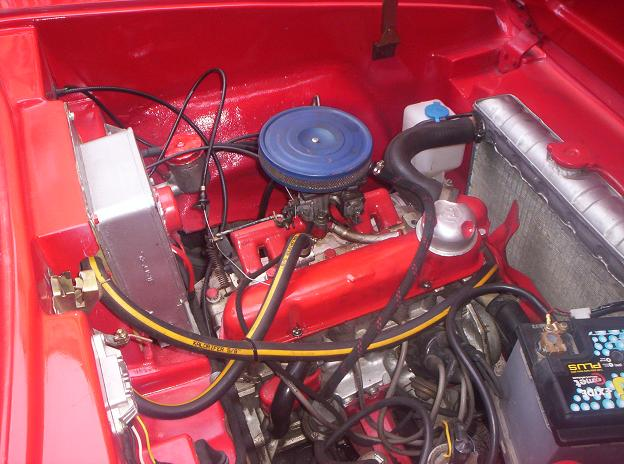
Moteur Kent 1.3 (1297 cm3) dans une voiture Anadol A1.

Pour une plus grande efficacité des flux, le moteur fut redessiné en 1967 de manière que l'admission et l'échappement se situent de part et d'autre du bloc moteur. Ce dessin pouvant laisser imaginer que les gaz « traversaient » horizontalement la culasse, on lui donna le nom de « CrossFlow » (littéralement « coule à travers ») que les Anglais écrivirent couramment « X-flow » (le X se prononçant toujours « cross »). C'est ce moteur qui équipa ensuite les modèles Cortina, certaines Capri et les Escort (de 940 à 1600 GT).
Ce moteur fut développé dès 1963 par Colin Chapman qui l'installa sur sa Lotus Elan. Harry Mundy, ingénieur de la marque, développa alors une culasse tout aluminium DOHC (acronyme de « double overhead camshafts » pour « double arbre à cames en tête » en français) et porta le bloc à une cylindrée de 1 558 cm3 (alésage de 82,55 mm et course de 72,746 mm). Ce moteur fournissant, à l'origine, environ 105 ch. Il fut monté sur les Cortina de compétition et sur des voitures propres à la marque Lotus comme le modèle Seven et Elan.
La fiabilité, le coût modique du moteur Kent CrossFlow et sa facilité de préparation permirent même la création d'un championnat promotionnel de monoplace.
D'autres marques anglaises s'emparèrent également de cette mécanique ce qui fait, qu'aujourd'hui, le moteur Kent X-flow est certainement l'un des plus « suivis » au niveau des pièces détachées tellement les utilisateurs sont encore nombreux à travers le monde. Avec la montée en puissance du « tout à l'avant » et l'abandon progressif de la propulsion, Ford redessina le Kent à la fin des années 1970 et le nouveau moteur prit l'appellation « Valencia » (du nom de la ville espagnole où il était fabriqué). C'est cette première nouvelle mouture du CrossFlow qui équipa les premières Ford Fiesta.

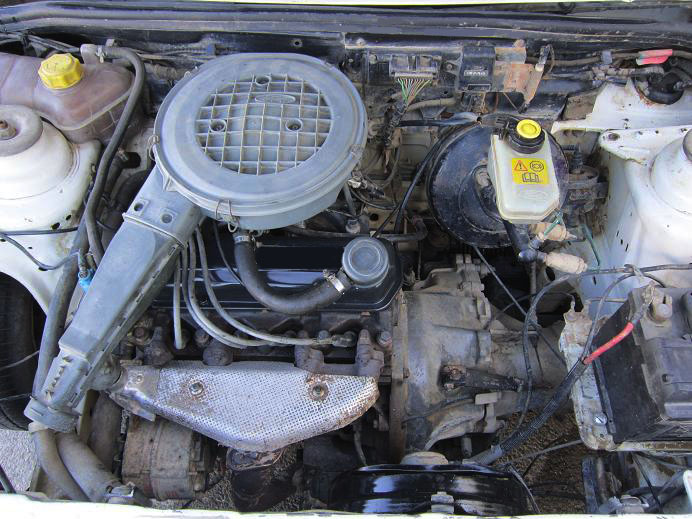
Moteur Kent HCS 1.1 de Ford Fiesta 1994.

En 1988, lutte contre la pollution oblige, Ford se pencha à nouveau sur le vieux CrossFlow en redessinant encore une fois les chambres de combustion de la culasse et en y adjoignant des soupapes et des sièges capables de supporter l'essence sans-plomb. Cette nouvelle version pris le nom de HCS (« High Compression Swirl » soit en français « flux de haute compression »). Cette mécanique équipa notamment les Fiesta des générations suivantes (Fiesta 2 et 3).
L'ultime évolution du moteur Kent eut lieu presque 40 ans après sa sortie, en 1995, avec la dernière génération de Fiesta et le lancement de la Ford Ka. Cette dernière version prit le nom de Endura-E. Les différences avec le HCS étaient peu significatives. Elles portaient surtout sur l'amélioration du bruit et l'onctuosité de la mécanique (Fiesta 4 et Ford Ka).

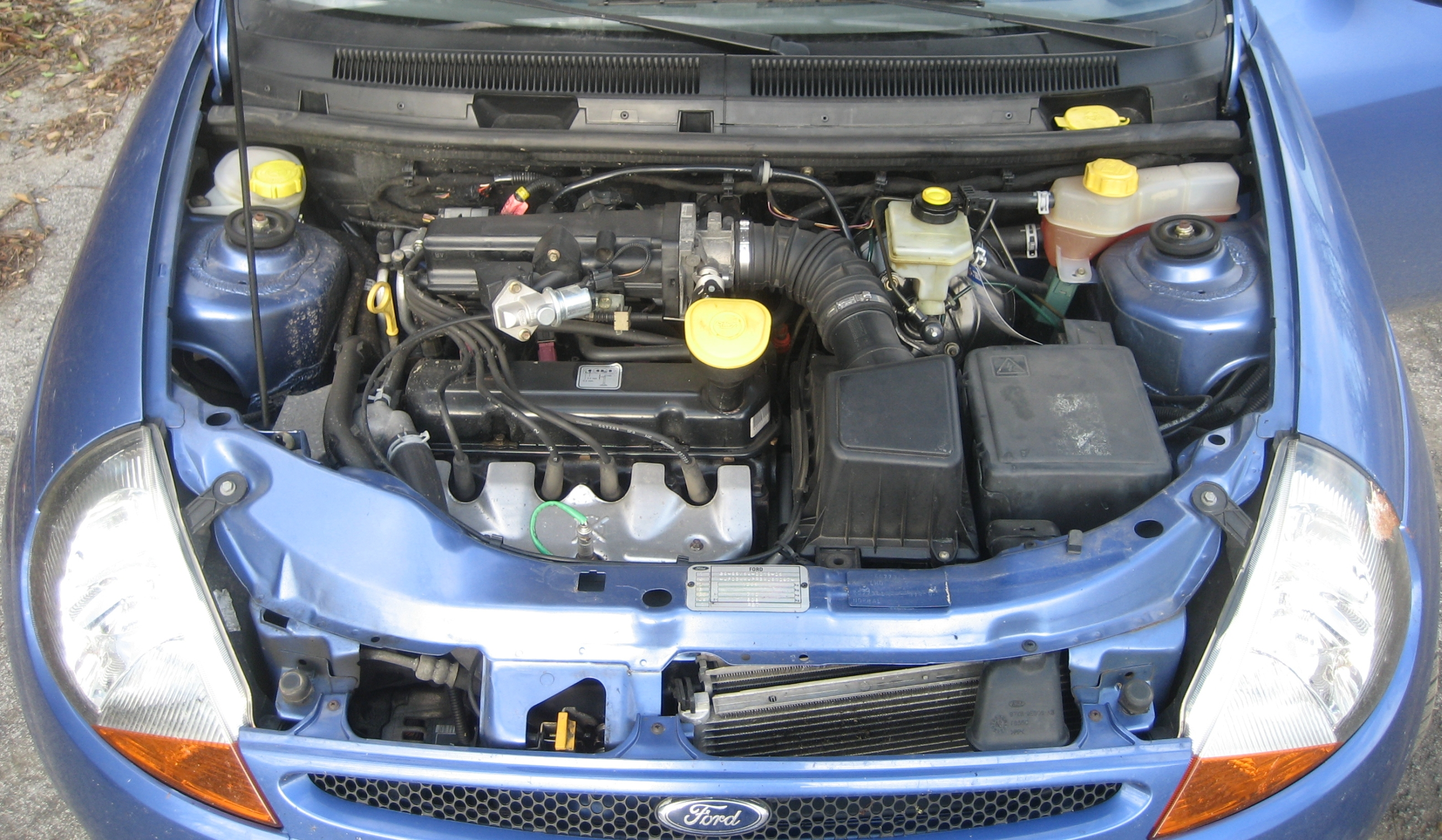
Moteur Kent Endura-E d'une Ford Ka.

Progressivement remplacé sur l'intégralité de la gamme par les nouveaux moteurs ZETEC dans le milieu des années 90, les moteurs Kent ne sont désormais plus utilisés sur les voitures de la marque (les moteurs X-flow ont laissé la place aux Duratec et les dernières Focus utilisent même un moteur produit par PSA), les moteurs Kent et ses dérivés continuent à être employés notamment dans les séries promotionnelles de Formule Ford américaines. Il est évident que ce moteur, d'une simplicité, d'une robustesse et d'un rendement très honorables est pour beaucoup dans la renommée que Ford parvint à se construire dans les années 1960. Il est certain que l'emploi de cette mécanique en compétition (les Escort du rallye de la Coupe du Monde Londres-Mexico en étaient équipées) démontra tout le parti que l'on pouvait tirer, à moindres frais, de cette mécanique à la fois robuste et facilement améliorable.
En aparté de son usage automobile de tourisme, ce moteur a également été employé de manière industrielle pour différentes applications (chariots élévateurs thermique, notamment).

## Cylindrées
| Types moteurs | 940     | 1100      | 1300 / 1300 GT | 1500 GT   | 1600 Cortina Lotus | 1600 GT   |
| ------------- | ------- | --------- | -------------- | --------- | ------------------ | --------- |
| Cylindrée     | 939 cm3 | 1 098 cm3 | 1 297 cm3      | 1 498 cm3 | 1 558 cm3          | 1 598 cm3 |
| Alésage (mm)  | 80,978  | 80,978    | 80,978         | 80,978    | 82,55              | 80,978    |
| Course (mm)   | 45,62   | 53,29     | 62,99          | 72,75     | 72,75              | 77,62     |